# Aleksandar Đurić
Pour les articles homonymes, voir Đurić.
Aleksandar Đurić ou Александар Ђурић (né le 12 août 1970) est un céiste bosnien et est un footballeur bosnien et singapourien.

## Biographie
Né en Bosnie-Herzégovine, Aleksandar Đurić commença en tant que kayakiste. Il participa en tant que représentant bosnien aux Jeux olympiques de 1992 de Barcelone, au C1 500 mètres. Il termina lors du premier tour, dernier de la course, remporté par Michał Śliwiński. Il alla aux repêchages, et il fut le seul recalé, terminant dernier avec 2 minutes 04 secondes et 68 centièmes.
En 1992, il se met dans le football. Il commença dans le club serbe du FK Sloga Požega, puis le club hongrois de Szeged LK. Ensuite, il s'envola pour l'Océanie et l'Asie, jouant pour des clubs de trois pays (Chine, Singapour et Australie). Il joue actuellement au Tampines Rovers FC. Il a remporté cinq fois le championnat ainsi qu'une coupe singapourien. 
Depuis 1999, il joue pour des clubs singapouriens (à l'exception de 2000), et cela favorisa sa naturalisation et lui permit de jouer en équipe de Singapour de football. Il honora sa première sélection le 9 novembre 2007, contre le Tadjikistan, et de plus, il inscrivit les deux buts du match (2-0).

## Clubs
- 1992 :  FK Sloga Požega
- 1992-1994 :  Szeged LK
- 1994-1995 :  South Melbourne FC
- 1995 :  Port Melbourne Sharks
- 1995-1996 :  Melbourne Victory FC
- 1996-1997 :  Gippsland Falcons
- 1997 :  Locomotiv Beijing
- 1997-1998 :  West Adelaide SC
- 1998 :  Heidelberg United
- 1998-1999 :  Adelaide Sharks
- 1999 :  Tanjong Pagar United FC
- 1999-2000 :  Marconi Stallions FC
- 2000 :  Sydney Olympic FC
- 2000 :  Home United FC
- 2001-2004 :  Geylang United FC
- 2005-2009 :  Singapour Armed Forces FC
- 2010-2014 :  Tampines Rovers FC
- 2016 :  Swiss FC (en) (Cosmoleague)
- 2016-2019 :  SCC First (en) (Cosmoleague)
- 2019 :  Singapore FC (en) (Cosmoleague)

## Palmarès
- Championnat de Singapour de football
  - Champion en 2001, en 2006, en 2007, en 2008 et en 2009
  - Vice-champion en 2003 et en 2005
- Coupe de Singapour de football
  - Vainqueur en 2000
  - Finaliste en 2001, en 2003, en 2007 et en 2008
- Coupe de la Ligue de Singapour de football
  - Finaliste en 2009